# テイラー・ヘイズ
テイラー・ヘイズ （Taylor Hayes, 本名 Julie Ellen Gauthier, 1975年1月14日 - ）は、アメリカ合衆国ミシガン州出身のポルノ女優。
1995年にポルノデビューし、AVN殿堂の表彰を受けている。一児の母でもある。